# Terpnissa listropterina
Terpnissa listropterina là một loài bọ cánh cứng trong họ Cerambycidae.